# Mohra Muradu
Mohra Muradu (urdujsko موہرا مرادو‎) je kraj starodavne budistične stupe in samostana blizu ruševin mesta Taxila v provinci Pandžab v Pakistanu. Starodavni samostan stoji v dolini in ima pogled na okoliške gore. Menihi so lahko na tem mestu meditirali v vsej tišini, vendar so bili dovolj blizu mesta Sirsukh, da so lahko šli beračiti, saj je le okoli 1,5 km stran. Mesto naj bi bilo zgrajeno v 2. stoletju našega štetja in prenovljeno v 5. stoletju.
Ruševine so sestavljene iz treh ločenih delov, ki vključujejo glavno stupo, votivno stupo in samostan in so od leta 1980 pod Taxilo vključene na seznam svetovne dediščine Unesca.

## Izkopavanje
Ruševine Mohra Muradu je pod nadzorom sira Johna Marshalla izkopal Abdul Kadir v letih 1914-1915. Ostanki so sestavljeni iz budističnega samostana in dveh stup. Glavna stupa je zgrajena na temelju, visokem več kot 4,75 metra. Manjša, votivna, stupa leži za večjo.

## Samostan
Samostan sestavlja 27 sob za učence in učitelje, zgrajenih okoli dvorišča z bazenom. Velik bazen kvadratne oblike je vseboval vodo za obredna umivanja in je bil globok približno pol metra. Stopnice do bazena so bile na vseh straneh. V samostanu je bila tudi kuhinja in vodnjak za vodo, ki deluje še danes. Deževnico so zbirali v bazen s strehe samostana preko lesenih prizidkov. Na dvorišču in v sobah za študente je veliko kipov Bude. V enem kotu samostana je tudi zbornica.
Samostan je bil dvonadstropna stavba. Skozi eno od sob so vodile stopnice v zgornje nadstropje. Dodatna povezava je bila preko lesenih konstrukcij z dvorišča. Trdnost zidov pa je vodila do ideje, da bi lahko obstajala celo tretje nadstropje.

## Monumentalna votivna stupa
Spomenik stoji v enem od prostorov samostana. Verjetno je bila stupa posvečena spominu na enega od učiteljev, ki je živel v sobi, kjer stoji. Dežniki so bili nekoč barvni, spomenik pa je visok približno 4 metre.

## Galerija
- Tloris ruševin Mohra Muradu v Taxili, Pakistan
- Vodnjak Mohra Muradu, ki je še vedno v uporabi
- Stopnice v drugo nadstropje
- Zbornica samostana. Vidne so baze nosilnih stebrov
- Bazen v Mohra Muradu
- Obzidje samostana. Desni del je original, levi pa restavriran del. Ločnica med obema je jasno označena
- Reliefi
- Bodhisatva
- Mohra Muradu je severovzhodno od Sirkapa